# Spelfördelare
Spelfördelare är i fotbollssammanhang en offensiv eller attackerande mittfältare, vars främsta uppgift är att kontrollera sitt lags offensiva spel. Benämns ofta som tia (exempelvis: "NN är tian i laget"), vilket syftar på att spelfördelaren är den som ofta har burit tröja nummer tio genom åren.

## De kvaliteter en spelfördelare bör besitta
En typisk spelfördelare karaktäriseras av förmågan att slå målchansgivande passningar. De främsta egenskaperna denna typ av spelare bör ha enligt den konventionella uppfattningen är, förutom ett bra passningsspel, hög kreativitet, god teknik och bollskicklighet, ett högklassigt rörelseschema på planen, taktisk medvetenhet (förmågan att förstå men också att ”läsa” spelet - det egna samt motståndarens) och "split vision" – förmågan att ha en överblick av flera delar av planen, medspelare och motståndare samtidigt. Det är alltså ett flertal egenskaper som denna typ av spelare bör besitta för att fungera optimalt.